# Ave Fénix (película de 2014)
Ave Fénix (título internacional: Phoenix) es una película dramática alemana de 2014 dirigida por Christian Petzold. Adaptada libremente de la novela de 1961 Le Retour des Cendres (inglés: The Return from the Ashes ) del autor francés Hubert Monteilhet, la película está protagonizada por Nina Hoss y Ronald Zehrfeld como Nelly y Johnny Lenz, respectivamente.
Phoenix está ambientada en Alemania después de la Segunda Guerra Mundial, donde Nelly, una judía que logró sobrevivir al campo de concentración de Auschwitz, decide volver con su esposo Johnny en Berlín. Le han tenido que reconstruir la cara a causa de una herida de bala y su marido no la reconoce. La película marca la sexta colaboración entre Petzold y Hoss, además de ser la segunda película en la que Hoss y Zehrfeld protagonizan uno frente al otro, después de Barbara (2012), también dirigida por Petzold.

## Argumento
La película sigue a Nelly Lenz, una sobreviviente del holocausto y ex cantante de cabaret, que regresa a Berlín después de someterse a una cirugía de reconstrucción facial por los daños causados por una herida de bala. Tras el final de la Segunda Guerra Mundial y la liberación de los campos de concentración, Nelly regresa a Alemania con su amiga Lene. Ahí, Lene lleva a Nelly a un cirujano plástico reconstructivo. Aunque Nelly le dice al cirujano que le gustaría lucir exactamente como solía verse, el cirujano no puede recrear completamente su antiguo rostro y Nelly se decepciona con el resultado final.
Su amiga Lene encuentra un apartamento para ella y Nelly. Dado que todos los miembros de la familia de Nelly murieron durante la guerra, Nelly ha heredado una cantidad considerable de dinero. Lene le sugiere a Nelly que recoja el dinero y que las dos viajen a Palestina. Ella cree que estarán a salvo allí y que pueden ayudar con la creación de un estado judío independiente.
Aunque Lene advierte a Nelly que su esposo Johnny pudo haber sido quien la traicionó con los nazis, Nelly niega esta posibilidad. Nelly sale del apartamento por la noche para encontrar a Johnny, y lo encuentra trabajando en un club nocturno llamado Phoenix. Johnny no la reconoce, pero luego dice que tiene un extraño parecido con su difunta esposa, Nelly. Para obtener la herencia de su esposa, le pide a Nelly que se haga pasar por su esposa. 
Johnny transforma lentamente a Nelly en una imagen e intérprete de su ella antes de su arresto. Nelly sigue el plan de Johnny y mantiene oculta su verdadera identidad, diciéndole a Johnny que su nombre es Esther. Aunque su amiga Lene continúa advirtiendo a Nelly que Johnny posiblemente fue cómplice de su arresto, Nelly mantiene una visión romántica de la relación. Como Esther, cuestiona a Johnny sobre sus sentimientos por su esposa y su comportamiento en el momento de su arresto. Johnny evita responder la mayoría de las preguntas de Nelly, queriendo que ella se concentre en aprender a hacerse pasar por su esposa. Johnny le dice a Nelly que planea organizar su "regreso" de los campamentos dentro de la semana e invita a varios de los viejos amigos de la pareja a encontrarse con ella en la estación de tren.
Después de pasar varios días con Johnny, Nelly regresa al departamento que comparte con Lene. Aquí, la dueña del departamento le informa que Lene se suicidó, dejando una nota para Nelly. En esta nota, Lene le admite a Nelly que sabe que Johnny se divorció de Nelly el día antes de su arresto. En la carta incluye una copia de la sentencia de divorcio, que obliga a Nelly a aceptar la traición de Johnny.
Nelly mantiene este conocimiento en secreto y se encuentra con Johnny y sus viejos amigos en la estación de tren como estaba planeado. Más tarde, en casa de uno de los amigos, Nelly invita al grupo a escucharla cantar, acompañada por Johnny al piano. Mientras Nelly canta, Johnny reconoce su voz y ve el número de identificación tatuado en su brazo cuando estuvo prisionera en los campos de concentración. Johnny deja de tocar el piano y muestra fuertes sentimientos de culpa mientras Nelly termina la canción y se aleja.

## Reparto
- Nina Hoss como Nelly Lenz
- Ronald Zehrfeld como Johannes "Johnny" Lenz
- Nina Kunzendorf como Lene Winter
- Michael Maertens como Arzt
- Imogen Kogge como Elisabeth
- Félix Römer como Geiger

## Recepción

### Respuesta de la crítica
Ave Fénix recibió elogios de la crítica. El sitio web del agregador de reseñas Rotten Tomatoes informó un índice de aprobación del 98% con una calificación promedio de 8.1/10 basada en 121 reseñas. El consenso crítico del sitio web dice: "Tensa, compleja y empapada de atmósfera, Phoenix es un drama de guerra bien interpretado y elaborado inteligentemente que encuentra al escritor y director Christian Petzold trabajando al máximo poder". En Metacritic, la película tiene una puntuación media ponderada de 89 sobre 100, basada en 30 críticas de los principales críticos, lo que indica "aclamación universal".
La National Board of Review nombró a Ave Fénix como una de las 5 mejores películas en lengua extranjera de 2015.